# 山科堯言
山科堯言（やましな たかとき、貞享3年（1686年）2月3日 - 宝暦元年（1751年）12月5日)は、江戸時代中期の公卿。

## 官歴
- 元禄11年（1698年）：内蔵頭
- 元禄14年（1703年）：従五位上
- 宝永元年（1704年）：正五位下
- 宝永3年（1706年）：左少将
- 宝永4年（1707年）：従四位下
- 宝永5年（1708年）：左中将
- 宝永7年（1710年）：従四位上
- 正徳3年（1713年）：正四位下
- 享保3年（1718年）：従三位
- 享保9年（1724年）：右兵衛督
- 享保11年（1726年）：踏歌節会外弁
- 享保12年（1727年）：参議
- 享保19年３（1734年）：東照宮奉幣使
- 元文2年（1737年）：権中納言
- 元文3年（1738年）：正三位
- 延享2年（1745年）：従二位
- 寛延元年（1748年）：権大納言

## 系譜
- 父：山科持言
- 子：山科頼言